# Peaton
Peaton – przysiółek w Anglii, w Shropshire, w dystrykcie (unitary authority) Shropshire. Leży 12,4 km od miasta Church Stretton, 28,7 km od miasta Shrewsbury i 207 km od Londynu. W latach 1870–1872 miejscowość liczyła 193 mieszkańców.